# Velká Vela
Velká Vela este o arie protejată (arie specială de conservare — SAC, sit de importanță comunitară — SCI) din Republica Cehă întinsă pe o suprafață de 770,68 ha, integral pe uscat.

## Localizare
Centrul sitului Velká Vela este situat la coordonatele 49°18′38″N 17°42′30″E / 49.310556°N 17.708333°E.

## Înființare
Situl Velká Vela a fost declarat sit de importanță comunitară în aprilie 2005 pentru a proteja un număr necunoscut de specii din flora spontană și fauna sălbatică aflate în arealul zonei. Situl a fost protejat și ca arie specială de conservare în aprilie 2017.

## Biodiversitate
Situată în ecoregiunea continentală, aria protejată conține 4 habitate naturale: Păduri de fag Asperulo-Fagetum, Păduri de stejar și carpen Galio-Carpinetum, Izvoare petrifiante cu formare de travertin (Cratoneurion), Păduri aluvionare cu Alnus glutinosa și Fraxinus excelsior (Alno-Padion, Alnion incanae, Salicion albae).
La baza desemnării sitului se află un număr nedeclarat de specii protejate.